# France Industrie
France Industrie es la mayor organización de patronales de Francia.
Fue fundada en 2018. Su objetivo es promover la industria en Francia y representar al sector ya sus miembros.
En 2020, la organización cuenta con 67 miembros, incluidas 44 grandes empresas públicas y privadas francesas y 23 asociaciones sectoriales de la industria.

## Presidente
- Philippe Varin (2018-2020)[3]
- Alexandre Saubot (2020–?)[4]